# Eliberare (film)
Eliberare (în rusă Освобождение, transliterat: Osvobojdenie, în germană Befreiung, în poloneză Wyzwolenie) este un film artistic în cinci părți considerat ca fiind cel mai important film despre cel de-al Doilea Război Mondial realizat în Uniunea Sovietică. Filmul este o coproducție sovieto-polonezo-italiano-iugoslavo-est-germană și a fost realizat în perioada 1967-1971. Prima parte a fost terminată în 1970 la cea de a 25-a aniversare a zilei victoriei. Studiourile de film implicate au fost Mosfilm, ZF-Start/PRF-ZF, Deutsche Film AG, Dino de Laurentiis Cinematografica și Avala Film. Filmul este regizat de Iuri Ozerov după un scenariu de Iuri Bondarev și Oscar Kurganov.
Filmul se compune din următoarele părți:
- 1970: Eliberare I-a parte – Arcul de foc (Освобождение: Огненная дуга/Osvobojdenie: Ognennaia duga)
- 1970: Eliberare a II-a parte – Străpungerea (Освобождение: Прорыв/: Prorîv)
- 1971: Eliberare a III-a parte – Obiectivul principal (Освобождение: Направление главного удара/: Napravlenie glavnogo udara)
- 1971: Eliberare a IV-a parte – Bătălia pentru Berlin (Освобождение: Битва за Берлин/: Bitva za Berlin)
- 1971: Eliberare a V-a parte – Ultimul asalt (Освобождение: Последний штурм/: Posledni șturm)

## Rezumat

### Partea I-a:Arcul de foc
Operațiunea „Citadela”, care la 12 iulie 1943 duce la cea mai mare bătălie de tancuri din cel de-al doilea război mondial pe zona Kursk.

### Partea a II-a:Străpungerea
Iulie 1943: Mussolini este dat jos ca „Duce”, dar eliberat pe 12 septembrie de Otto Skorzeny pe Gran Sasso. Trupele germane mărăluiesc în Italia și ocupă Roma. Ofensivă sovietică către Nipru. Eliberarea Kievului. 
Conferința de la Teheran (28 noiembrie 1943).

### Partea a III-a: Obiectivul principal
Stalin îi ordonă lui Jukov și Rokossovsky să lanseze operațiunea de atac „Bagration”, Ziua Z. Localitățile Vitebsk, Bobruisk și Minsk sunt eliberate. Tentativa de asasinat din 20 iulie 1944 a eșuat. Invazia Poloniei.

### Partea a IV-a: Bătălia pentru Berlin
Cap de pod la Küstrin. Bătălia pentru Seelower Höhen. Încercuirea Berlinului.

### Partea a V-a: Ultimul asalt
Bătălia pentru Berlin: lupte din casă în casă, grădina zoologică Berlin, Poarta Brandenburg, tunelurile subterane de metrou și Cancelaria Reichului ca secțiune de front. Sinuciderea lui Hitler. Drapelul sovietic pe Reichstag.

## Distribuție
- Buchuti Sakaridse – Iosif Stalin
- Mihail Ulianov – mareșalul Jukov
- Vasili Șukșin – mareșalul Konev
- Vladlen Davîdov – mareșalul Rokosovski
- Boris Seidenberg – maiorul Orlov
- Nikolai Olialin – Țvetaev
- Larisa Golubkina – Zoia, soția lui Țvetaev
- Serghei Nikonenko – Saschka
- Fritz Diez – Adolf Hitler
- Martha Beschort-Diez – berlineza în vârstă
- Angelika Waller – Eva Braun
- Horst Giese – Joseph Goebbels
- Gerd Henneberg – Generalfeldmarschall Keitel
- Werner Dissel – Generaloberst Jodl
- Hannjo Hasse – Generalfeldmarschall von Kluge
- Siegfried Weiß – Generalfeldmarschall von Manstein
- Peter Sturm – Generalfeldmarschall Model
- Herbert Körbs – General Guderian
- Hans-Hartmut Krüger – General Krebs
- Rolf Ripperger – Generalleutnant Heusinger
- Alfred Struwe – Oberst von Stauffenberg
- Wilfried Ortmann – General Olbricht
- Werner Wieland – Generaloberst Beck
- Willi Schrade – Wolfram Röhrig
- Erich Thiede – Heinrich Himmler
- Sepp Klose – SS-Obergruppenführer Karl Wolff
- Florin Piersic – SS-Sturmbannführer Otto Skorzeny
- Horst Gill – Otto Günsche
- Ivo Garrani – Benito Mussolini
- Juri Durow – Winston Churchill
- Stanislaw Jaschkewitsch – Franklin D. Roosevelt
- Barbara Brylska – Helena
- Daniel Olbrychski – Henrik
- Jan Englert – Janek
- Franciszek Pieczka – Pelka
- Wiktor Awdjuschko – Major Maximow
- Wladimir Samanski – Batow
- Alexander Afanassjew – generalul Leljuschenko

## Producție
Sovieticii au considerat că în filmele americane Bătălia din Ardeni (1965) și Ziua cea mai lungă (1963) rolul trupelor sovietice în victoria asupra fascismului nu a fost niciodată menționat. După ce le-a vizionat, regizorul de film sovietic Iuri Ozerov a început să lucreze la filmul epic Eliberare (1968-1971), dedicat bătăliilor trupelor sovietice. Ulterior, Ozerov a mai creat încă 3 epopee despre Marele Război Patriotic (Soldații victoriei (1977), Bătălia pentru Moscova (1985) și Stalingrad (1990)).

## Lansare
A fost lansat în anii 1970–1971 și a avut parte de un mare succes comercial, fiind vizionat de 44,0 milioane de spectatori în cinematografele din Uniunea Sovietică.